# Kapal batavus
Kapal batavus (лат.) — вид вымерших осьминогов из семейства Argonautidae подотряда Incirrina. Единственный известный вид в роде Kapal. Kapal batavus был описан в 1930 году по ископаемым материалам из миоценовых сланцев Нижнего Палембанга на Суматре. Раковина этого вида значительно более развита, чем у представителей современного рода аргонавтов, обладает открытой пупочной областью и, по-видимому, не имеет узлов, присутствующих у представителей рода Argonauta.
«Капал» в переводе с индонезийского означает «корабль».